# Kuschelacarus ovalis
Kuschelacarus ovalis är en kvalsterart som beskrevs av Cook 1992. Kuschelacarus ovalis ingår i släktet Kuschelacarus och familjen Mideopsidae. Inga underarter finns listade i Catalogue of Life.